# Любовь по-португальски
«Любовь по-португальски» — стихотворение Евгения Евтушенко, написанное в 1967 году после посещения Лиссабона, организованного португальскими правозащитниками и представителями либеральной оппозиции режиму Салазара. Выразило отторжение советским поэтом правой диктатуры, но не с официозных, а с общечеловеческих и шестидесятнических позиций.
Ночь, как раны, огни зализала.
Смотрят звёзды глазками тюрьмы,
Ну а мы под мостом Салазара —
В его чёрной-пречёрной тени.
Оказал нам диктатор услугу,
И, ему под мостом не видны,
Эмигрируем в губы друг к другу
Мы из этой несчастной страны.
Под мостом из бетона и страха,
Под мостом этой власти тупой
Наши губы — прекрасные страны,
Где мы оба свободны с тобой.
Я ворую свободу, ворую,
И в святой уворованный миг
Счастлив я, что хотя б в поцелуе
Бесцензурен мой грешный язык.
Даже в мире, где правят фашисты,
Где права у людей так малы,
Остаются ресницы пушисты,
А под ними иные миры.
Но, одетая в тоненький плащик,
Мне дарящая с пальца кольцо,
Португалочка, что же ты плачешь?
Я не плачу. Я выплакал все.
Дай мне губы. Прижмись и не думай.
Мы с тобою, сестрёнка, слабы.
Под мостом, как под бровью угрюмой
Две невидимых миру слезы…

## Межгосударственный контекст
С 1930-х годов отношения между СССР и Португалией были крайне враждебными. Антикоммунистическое Новое государство Антониу Салазара являлось не только идеологическим, но и военно-политическим противником КПСС. Португалия входила в НАТО, вела колониальные войны против движений, поддерживаемых СССР. Просоветская Португальская коммунистическая партия находилась в подполье и преследовалась. Советская пропаганда характеризовала режим Салазара как «фашистский». Дипломатические отношения и торгово-экономические связи отсутствовали, культурные контакты и туристические обмены не допускались.

## Визит советского поэта
В 1967 году известный советский поэт Евгений Евтушенко побывал в Лиссабоне. Его однодневный приезд организовала издательница и правозащитница Сну Абекассиш (в будущем гражданская жена основателя либеральной СДП и премьер-министра послереволюционной Португалии Франсишку Са Карнейру).
Сну Абекассиш находилась в либеральной оппозиции режиму, но обладала высоким общественным статусом и смогла — к неудовольствию ПИДЕ — договориться с соответствующими инстанциями. Евтушенко также получил разрешение соответствующих советских органов. Его поездка была вполне легальной, но не афишировалась ни в СССР, ни в Португалии. Официально об этом не сообщалось. Впоследствии Евтушенко вспоминал в одном из стихотворений: «Как достал я визу — это мой секрет».

## Позиция и особенности
Автор стихотворения осуждает португальское «Новое государство» как «мир, где правят фашисты». Стихотворение проникнуто мрачными образами «бетона и страха», «тупой власти», бесправия и несчастья. В этом плане советский поэт выступает в русле официальной пропаганды.
Однако Евтушенко ни словом не упоминает коммунистическое подполье и африканские повстанческие движения — что было обязательным во всех советских материалах о Португалии. Он призывает к сопротивлению духовному, силой светлых человеческих чувств, с которыми никакая диктатура не может совладать.
Характерна и другая особенность. Произведения Евтушенко по иностранной тематике обычно проникнуты советской гордостью, превосходством «нового мира», порой презрительно-снисходительны. «Любовь по-португальски» лишена этих мотивов. Автор явно впечатлён мощью врага, власть которого оставляет несогласным лишь пространство чувства. Это ощущение передаётся авторским обращением к «португалочке»: «Мы с тобою, сестрёнка, слабы». (Подобный же настрой просматривается в стихотворениях «Барселонские улочки» и «Матч СССР — Испания» о франкистской Испании, где Евтушенко также сумел побывать.)
Некоторые исследователи объясняют это тем, что режимы Салазара и Франко — происходившие из 1930-х годов, с их непримиримым антикоммунизмом, жёстким национализмом и корпоративизмом, апеллировавшие к традициям и образам Средневековья — представлялись более сильным противником, нежели западные демократии 1960-х. Это впечатление и отразил поэт-«шестидесятник».